# Olympische Sommerspiele 1984/Teilnehmer (Peru)
| Gelbes Symbol für Goldmedaillen mit stilisierten Olympischen Ringen | Graues Symbol für Silbermedaillen mit stilisierten Olympischen Ringen | Braundes Symbol für Bronzemedaillen mit stilisierten Olympischen Ringen |
| ------------------------------------------------------------------- | --------------------------------------------------------------------- | ----------------------------------------------------------------------- |
| —                                                                   | 1                                                                     | —                                                                       |

Peru nahm an den Olympischen Sommerspielen 1984 in Los Angeles, USA, mit einer Delegation von 35 Sportlern (19 Männer und 16 Frauen) teil.

## Medaillengewinner

### Silber
| Name(n)        | Sportart | Wettkampf |
| -------------- | -------- | --------- |
| Francisco Boza | Schießen | Trap      |

## Teilnehmer nach Sportarten

### Gewichtheben
- Juan Rejas
Leichtschwergewicht: 14. Platz

- Jaime Molina
Mittelschwergewicht: 21. Platz

### Judo
- Fernando Ferreyros
Schwergewicht: 11. Platz

### Leichtathletik
- Roger Soler
5000 Meter: Vorläufe

- Ena Guevara
Frauen, Marathon: 35. Platz

### Radsport
- Ramón Zavaleta
Straßenrennen, Einzel: DNF

### Reiten
- Mariam Cunningham
Dressur, Einzel: 35. Platz

### Ringen
- José Inagaki
Federgewicht, Freistil: Gruppenphase

- Ivan Valladares
Leichtgewicht, Freistil: Gruppenphase

### Rudern
- Alfredo Montenegro
Zweier mit Steuermann: 12. Platz

- Francisco Viacava
Zweier mit Steuermann: 12. Platz

- Arturo Valentín
Zweier mit Steuermann: 12. Platz

### Schießen
- Pedro García junior
Schnellfeuerpistole: 19. Platz
Freie Scheibenpistole: 40. Platz

- Carlos Hora
Freie Scheibenpistole: 11. Platz

- Justo Moreno
Luftgewehr: 35. Platz
Kleinkaliber, liegend: 45. Platz

- Francisco Boza
Trap: Silber

- Juan Jorge Giha junior
Skeet: 53. Platz

- Esteban Boza
Skeet: 55. Platz

- Gladys de Seminario junior
Frauen, Kleinkaliber, Dreistellungskampf: 27. Platz

### Schwimmen
- Fernando Rodríguez
100 Meter Freistil: 44. Platz
100 Meter Rücken: 34. Platz
200 Meter Lagen: Vorläufe

- Alejandro Alvizuri
100 Meter Rücken: 35. Platz
200 Meter Rücken: 30. Platz

- Oscar Ortigosa
100 Meter Brust: 41. Platz
200 Meter Brust: 33. Platz

- Sandra Crousse
Frauen, 100 Meter Freistil: 31. Platz
Frauen, 200 Meter Freistil: 22. Platz

- Karin Brandes
Frauen, 100 Meter Schmetterling: 26. Platz
Frauen, 200 Meter Lagen: 24. Platz
Frauen, 400 Meter Lagen: 18. Platz

### Volleyball
- Frauenteam
4. Platz

- Kader
Carmen Pimentel
Cecilia Tait
Denisse Fajardo
Gabriela Pérez del Solar
Gina Torrealva
Sonia Heredia
Luisa Cervera
María Cecilia del Risco
Miriam Gallardo
Natalia Málaga
Rosa García